# Gafanha da Nazaré
Gafanha da Nazaré ist eine Gemeinde und Stadt im Kreis Ílhavo des Distrikts Aveiro in Portugal.

## Geschichte
Die Halbinsel Gafanha wurde im 17. Jahrhundert besiedelt. 1758 wurde erstmals die heutige Ortschaft erwähnt. Erst im Verlauf des 19. Jh. nahm die Bevölkerung hier wesentlich zu, durch Zuzug von Fischerfamilien vor allem aus Vagos und Mira, die hier Böden für ihre ergänzende Landwirtschaft fanden.
Die eigenständige Gemeinde Gafanha da Nazaré wurde am 31. August 1910 auf Geheiß Königs Manuel II. gegründet, als letzte neue Gemeinde während der Epoche der portugiesischen Monarchie. Durch die starke Bevölkerungszunahme der Gemeinde gerechtfertigt, wurde Gafanha da Nazaré am 29. Oktober 1969 zunächst zur Vila (Kleinstadt) und am 19. April 2001 zur Cidade (Stadt) erhoben.

## Verwaltung
Gafanha da Nazaré ist Sitz einer gleichnamigen Gemeinde (Freguesia) im Kreis (Concelho) von Ílhavo im Distrikt Aveiro. Die Gemeinde hat eine Fläche von 14,5 km² und 14.730 Einwohner (Stand 30. Juni 2011).
Folgende Ortschaften und Ortsteile liegen in der Gemeinde:
- Gafanha da Nazaré
- Praia da Barra
- Remelha

## Bauwerke

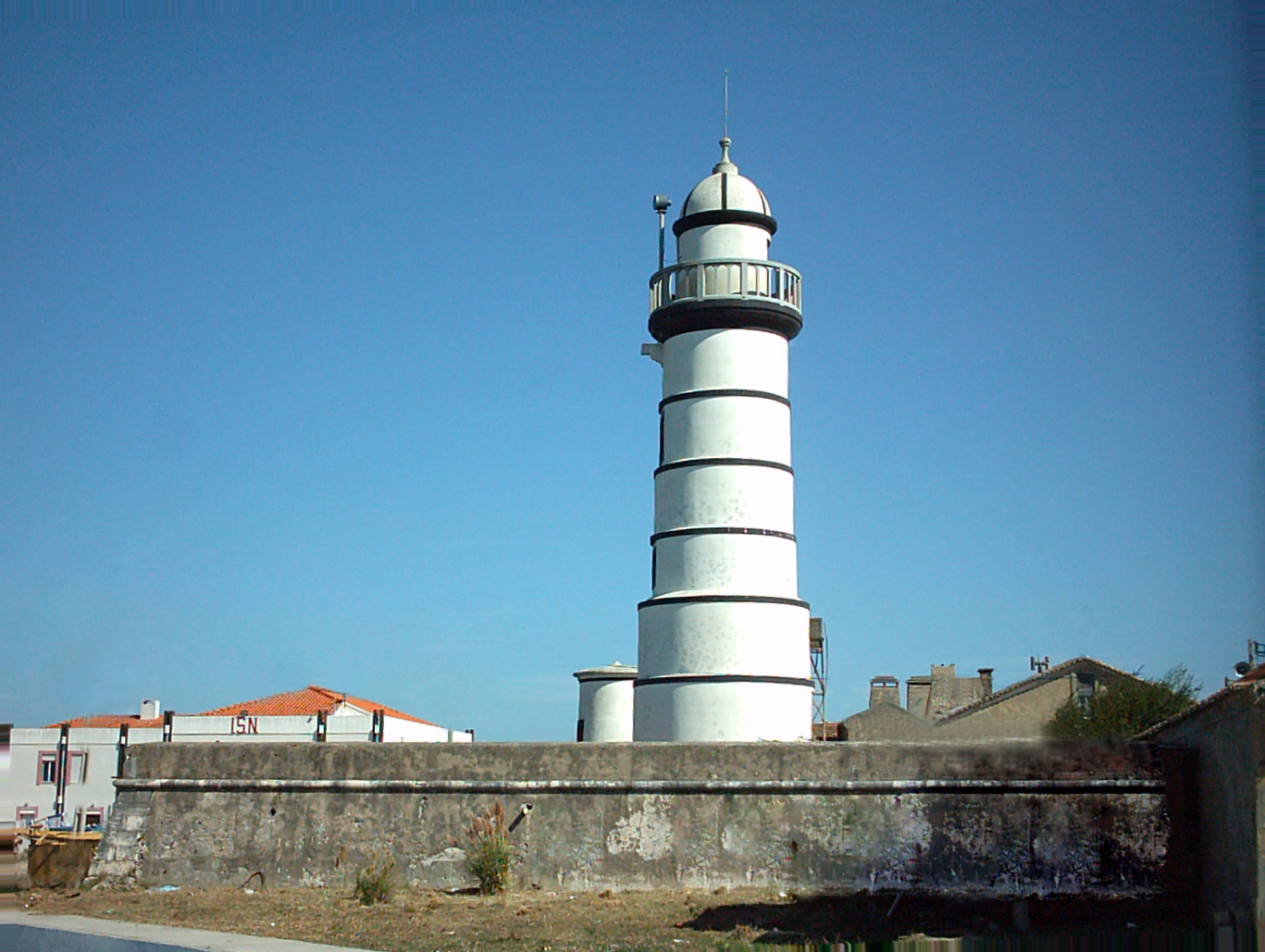
Castelo da Gafanha

- Castelo da Gafanha oder Forte da Barra de Aveiro

## Verkehr
Der Ort ist durch die Autoestrada A25 mit dem Vorort Praia da Barra und bis zur Grenze zu Spanien bei Vilar Formoso verbunden.

## Persönlichkeiten
- Jorge Cruz (* 1975), Rock- und Popmusiker, Songwriter für Pop- und Fadosängerinnen
- Gil Dias (* 1996), Fußballspieler
- João Lemos Esteves, Jurist, rechtspopulistischer Autor und Kolumnist